# Vullierens
Vullierens är en ort och kommun i distriktet Morges i kantonen Vaud, Schweiz. Kommunen har 571 invånare (2023).